# Sidi Ouassay
Sidi Ouassay (franska: Sidi Ouassay (CR), Sidi Ouassay (Commune Rurale), arabiska: سيدي وساي) är en kommun i Marocko.   Den ligger i provinsen Chtouka-Aït Baha och regionen Souss-Massa, i den centrala delen av landet, 500 km sydväst om huvudstaden Rabat. Antalet invånare är 8 526.